# Viola patrinii
Viola patrinii Ging. – gatunek roślin z rodziny fiołkowatych (Violaceae). Występuje naturalnie w Rosji (na Syberii i Dalekim Wschodzie), Mongolii, Chinach (w prowincjach Heilongjiang, Henan, Hubei, Jilin, Liaoning i Shaanxi, a także w regionie autonomicznym Mongolia Wewnętrzna), na Półwyspie Koreańskim oraz w Japonii. Ponadto został introdukowany w Kostaryce i na Jamajce. 

## Morfologia
PokrójBylina dorastająca do 7–20 cm wysokości, tworzy kłącza.
LiścieBlaszka liściowa ma owalny, eliptyczny, podługowaty lub podługowato lancetowaty kształt. Mierzy 1,5–6 cm długości oraz 0,6–2 cm szerokości, jest niemal całobrzega lub karbowana na brzegu, ma sercowatą lub klinową nasadę i tępy wierzchołek. Ogonek liściowy jest nagi i ma 2–12 cm długości. Przylistki są równowąsko lancetowate.
KwiatyPojedyncze, wyrastające z kątów pędów. Mają działki kielicha o owalnie lancetowatym kształcie. Płatki są odwrotnie jajowate, mają białą barwę oraz 12 mm długości, dolny płatek jest odwrotnie jajowaty, mierzy 13 mm długości, z purpurowymi żyłkami, posiada obłą ostrogę o długości 3 mm.
OwoceTorebki mierzące 10 mm długości, o jajowatym kształcie.

## Biologia i ekologia
Rośnie na łąkach, brzegach cieków wodnych i terenach bagnistych. 